# Teenage Emotions
Teenage Emotions – debiutancki album studyjny amerykańskiego rapera Lila Yachty’ego. Został wydany 26 maja 2017 roku przez Capitol Records, Motown i Quality Control Music. Na albumie gościnnie wystąpili między innymi Migos, YG, Stefflon Don oraz Diplo. Album zadebiutował na piątym miejscu amerykańskiej listy Billboard 200.

## Lista utworów
Opracowano na podstawie materiału źródłowego.
1. „Like a star”
2. „DN Freestyle”
3. „Peek a bro” (gościnnie: Migos)
4. „Dirty Mouth”
5. „Harley”
6. „All Around Me” (gościnnie: Kamaiyah, YG)
7. „Say Me Name”
8. „All You Had To Say”
9. „Better” (gościnnie: Stefflon Don)
10. „Forever Young” (gościnnie: Diplo)
11. „Lady In Yellow”
12. „Moments in time”
13. „Otha Shit (Interlude)”
14. „X Men” (gościnnie: Evander Griiim)
15. „Bring It Back”
16. „Running With a Ghost” (gościnnie: SAYGRACE)
17. „FYI (Know Now)”
18. „Priorities”
19. „No More”
20. „Made Of Glass”
21. „Mooma (Outro)” (gościnnie: Sonyae)
22. „My Business”
23. „Surrender” (gościnnie: CL, Shaiana)